# Kloster Mor Jakob d’Saleh

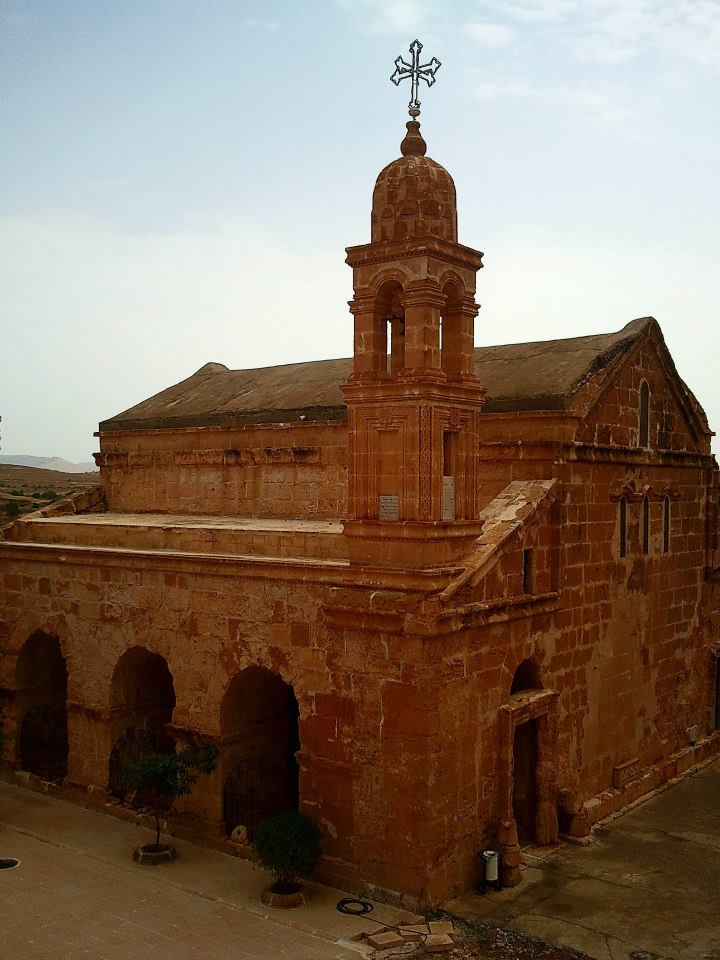
Das Kloster von Mor Jakob

Das syrisch-orthodoxe Kloster Mor Jakob d’Saleh (syrisch ܕܝܪܐ ܕܡܪܝ ܝܥܩܘܒ ܕܨܠܚ, türkisch Mor Yakup Manastırı) ist eines der ältesten christlichen Klöster der Welt. Es liegt im Tur Abdin in der Südosttürkei im Dorf Saleh (türkisch Barıştepe) und ist eines der Klöster der Syrisch-orthodoxen Kirche von Antiochien. Es ist nicht zu verwechseln mit den Klöstern Mor Jakob Burd’ono (Atschane - Libanon) (Nonnenkloster), Mor Jakob von Sarug (d‘Qarno) (Berg Izlo – Tur Abdin) oder Mor Jakob von Sarug (Warburg – Deutschland). Aufgrund seiner Ähnlichkeit mit dem Kloster Mor Gabriel wird die gleiche Entstehungszeit 600 n. Chr. vermutet. Es wird zudem vermutet, dass die nördlich des Klosters gelegene Anlage aus Steinquadern die Reste eines heidnischen Kultbautes beherbergt. Es soll sich dabei um eine antike Tempelanlage des Heraklius und anderer Gottheiten handeln. Zwei Bögen dieser Anlage sind heute noch erkennbar.
Das dem heiligen Jakob Hbischoyo (dem Reklusen) geweihte Kloster gehört zu den architektonischen Kostbarkeiten des Tur Abdin.

## Geschichte
Das Kloster wurde nach unterschiedlichen Quellen zwischen 400 und 600 n. Chr. in einer fruchtbaren Ebene unterhalb des Dorfes Saleh errichtet. Namensgeber und Grundsteinleger war der aus Alexandrien (Ägypten) stammende Mönch Mor Yakub, der das Kloster an der Stelle des Martyriums des Mor Barschabo und seiner Schüler gegründet hat. 
Nach dem Tod von Mor Yakub im Jahr 421 hatte das Kloster eine Blütezeit und war im 7. und 8. Jahrhundert lange Zeit Sitz eines Bischofs. Von 1364 bis 1839 hatten dort die Patriarchen des Tur Abdin ihren Sitz, die sich im Schisma mit den Patriarchen von Deyrulzafaran befanden. Für das Mönchstum hatte diese Beziehung eine wichtige Reformation zur Folge. Der letzte schismatische Patriarch Mas'ud II. von Zaz galt als letzter großer westsyrischer Mystiker und Erneuerer des Mönchstums.  
Von 1916 bis 1965 war das Kloster nach dem Völkermord an den syrischen Christen verlassen und dem Verfall preisgegeben. Nach seiner Wiedereröffnung wurde die gesamte Anlage gründlich restauriert. Von der ursprünglichen Bausubstanz ist nur noch ein Teil vorhanden.  

## Patriarchen im Kloster Mor Jakob d'Saleh
| Patriarchen in Saleh | Amtszeit  |
| -------------------- | --------- |
| Ignatius Sobo I.     | 1364–1389 |
| Ignatius Yeshu I.    | 1389–1418 |
| Ignatius Mas‘ud I.   | 1418–1420 |
| Ignatius Henuh       | 1421–1444 |
| Ignatius Qaume       | 1444–1456 |
| Ignatius Yeshu II.   | 1454–1460 |
| Ignatius ‘Aziz       | 1460–1479 |
| Ignatius Shabo       | 1482–1488 |
| Ignatius Yuhanun     | 1482–1492 |
| Ignatius Mas‘ud II.  | 1492–1512 |

## Das Kloster zur Zeit des Völkermordes
Das Bausubstanz des Klosters wurde im Zuge des Völkermordes unter anderem durch Brandlegung stark beschädigt. Bücher, Kircheninventar und Handschriften wurden entweder geraubt oder unwiederbringlich zerstört.  

## Heiliger Jakob
Der aus Ägypten stammende Mönch Jakob verließ einer frommen Überlieferung zufolge mit einer Vielzahl seiner Schüler Alexandria, um sich der Askese zu widmen. Er erreichte Amida (türkisch: Diyarbakır) und freundete sich mit dem dortigen Mönch Mor Bar Shabo (ܡܳܪܝ̱̱ ܒܰܪܫܰܒܳܐ) und dessen Schülern an. Mor Bar Shabo wurde zusammen mit seinen Schülern von persischen Soldaten unter dem Befehl von General Shamir in Saleh als Opfergabe an die Götter hingerichtet, nachdem dieser die Region ca. 400 n. Chr. erobert hatte. Der Mönch Jakob verdankte sein Leben dem Umstand, dass er von den Soldaten als dreckig und würdelos angesehen wurde. 
Dem Mönch Jakob werden fünf Heilungswunder zugesprochen. Seine letzten Tage verbrachte der Mönch begleitet von seinem Schüler Benjamin in Saleh.
An der Stelle des Schauplatzes des Martyriums wurde das Kloster errichtet. Die Bewohner von Saleh legten die paganen Kulte ab und wurden Christen.

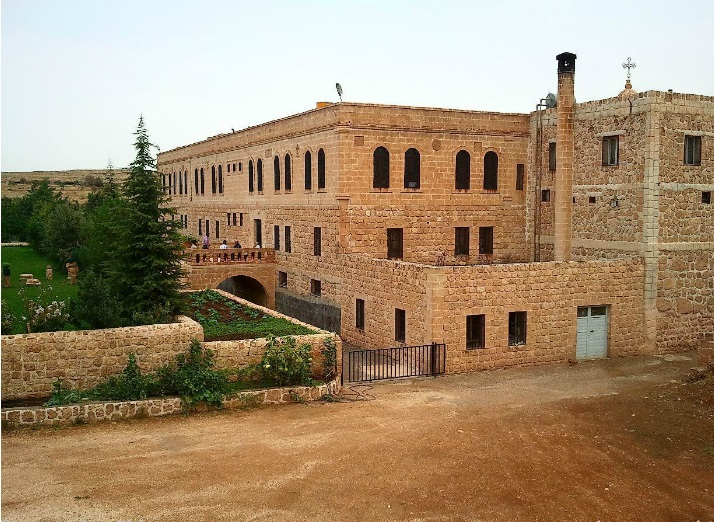
Das Gästehaus des Klosters Mor Jakob (Westseite)

## Leben im Kloster
Das Kloster wird von dem aus dem Dorf Beth-Kustan (türkisch: Alagöz) stammenden Mönch Daniel (syr. Doniyel [ܕܢܝܐܝܠ]) sowie den 5 Nonnen (Dayrayto) Khazme, Nisane, Lishba’, Meryem und Shmuni bewohnt. Aus Weizen bereiten die Bewohner Speisen wie Bulgur zu. Zu den landwirtschaftlichen Gütern zählen Weinberge.
Interessierte Gäste werden empfangen und durch das Klostergelände geführt. Dabei wird ihnen die Geschichte des Klosters und insbesondere die des heiligen Jakob nahegebracht.

## Architektur

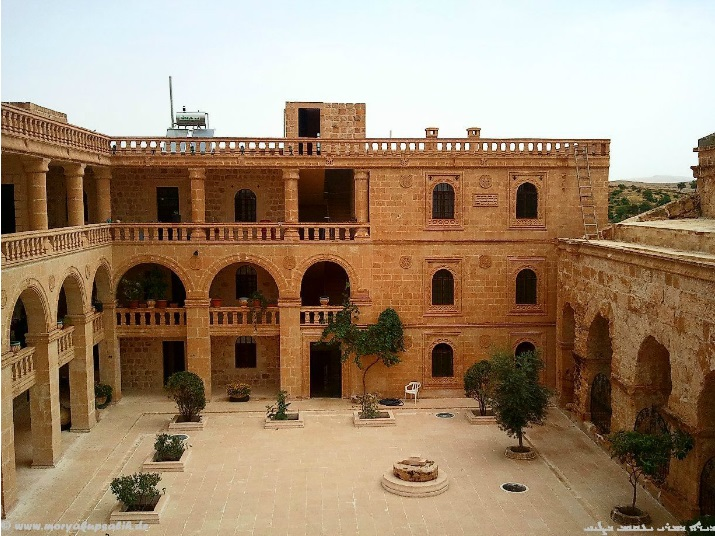
Der Klosterhof mit dem Gästehaus

Das vorkragende Hauptportal zur Apsis besteht aus zwei Steinpilastern mit Kapitellen. Der darüberliegende Steinbogen zeigt Tauben und Weinranken, die zwar als antike Symbole bekannt sind, jedoch christliche Glaubensinhalte symbolisieren: Die Tauben symbolisieren die siebenfachen Gaben des Heiligen Geistes durch den Weinstock Jesus Christus, mit dem die Christen wie Rebzweige verbunden sind. 
Der Raum der Kirche wird durch vier Fenster in der Südwand und eines auf der Nordwand erhellt. Zwei bemalte Steinbögen teilen das Gewölbe in drei Flächen, die durch die konzentrische Anordnung der Ziegel ein dekoratives Bild ergeben. Fischgrätenförmige Einfassungen an der Ost- und Westseite, Kreuze und Bänder in schlichten Farbtönen erhöhen den edlen Charakter. 
An die Südseite der Hauptkirche ist die Kirche Mor Barschabo angebaut. In ihrer Bauweise ist sie der Hauptkirche ähnlich und weist ebenso ein schlichtes Dekor auf. 